# Ariane (film)
 For alternative betydninger, se Ariane. (Se også artikler, som begynder med Ariane)
Filmen Ariane fra 1957 er blevet udgivet med titlen: Love in The Afternoon og i hovedrollerne sås Gary Cooper, Audrey Hepburn og Maurice Chevalier.